# Orange (studio d'animation)
Pour les articles homonymes, voir Orange.
Orange Co., Ltd. (有限会社オレンジ, Yūgen-gaisha Orenji) est un studio d'animation japonaise situé à Musashino dans la préfecture de Tokyo, au Japon, spécialisé dans la production d'animation 3D. Le studio est connu pour son style de réalisation et de 3D exagéré, qui diffère du mouvement traditionnel que l'on retrouve souvent dans les œuvres d'images de synthèse.

## Histoire
Après avoir travaillé en indépendant sur différentes œuvres dont Zoids (ja) et Ghost in the Shell: Stand Alone Complex (où il est l'un des principaux membres du Tachikoma 3D Unit), Eiji Inomoto s'est fait reconnaître dans l'industrie de l'animation pour son utilisation de la 3D. Il fonde alors en 2004 son propre studio Orange et avec sa petite équipe, ils ont travaillé sur la production de CGI pour des séries de diverses entreprises dont Heroic Age de XEBEC en 2007 et l'adaptation des light novel Rail Wars! par Passione en 2014. Bien qu'Orange soit réputé dans l'industrie pour avoir fourni de nombreuses séries avec de l'animation 3D, en particulier avec des œuvres impliquant des mecha, ils ne produisaient pas d'anime en tant que studio d'animation principal avant 2013, neuf ans après sa création. Pendant les quatre années suivantes, Orange a continué de réaliser l'animation 3D pour d'autres sociétés, mais ils ont commencé à coproduire des séries telles que Black Bullet et Dimension W. En 2017, le studio a produit sa première série d'animation indépendamment, L'Ère des Cristaux (宝石の国, Hōseki no Kuni), qui a suscité un accueil critique positif et a été salué par son utilisation de la CGI,. Orange est un collaborateur fréquent de Kinema Citrus.

## Productions

### Séries télévisées
| Année | Titre                        | Dates de 1re diffusion | Dates de 1re diffusion | Nb. éps. | Notes |
| Année | Titre                        | Début                  | Fin                    | Nb. éps. | Notes |
| ----- | ---------------------------- | ---------------------- | ---------------------- | -------- | --- |
| 2013  | Majestic Prince (en)         | 4 avril 2013           | 19 septembre 2013      | 24       | Basée sur la série de manga de Rando Ayamine ; coproduite avec Doga Kobo.                                               |
| 2014  | Black Bullet                 | 8 avril 2014           | 1er juillet 2014       | 13       | Basée sur la série de light novel écrite par Shiden Kanzaki et illustrée par Saki Ukai ; coproduite avec Kinema Citrus. |
| 2016  | Active Raid (ja)             | 7 janvier 2016         | 26 septembre 2016      | 24       | Série originale coproduite avec Production IMS.                                                                         |
| 2016  | Norn9 (ja)                   | 7 janvier 2016         | 31 mars 2016           | 12       | Basée sur le jeu vidéo otome développé par Otomate ; coproduite avec Kinema Citrus.                                     |
| 2016  | Dimension W                  | 10 janvier 2016        | 27 mars 2016           | 12       | Basée sur la série de manga de Yūji Iwahara ; coproduite avec 3Hz.                                                      |
| 2017  | L'Ère des Cristaux           | 7 octobre 2017         | 23 décembre 2017       | 12       | Basée sur la série de manga de Haruko Ichikawa.                                                                         |
| 2019  | Beastars                     | 10 octobre 2019        | 26 décembre 2019       | 12       | Basée sur la série de manga de Paru Itagaki.                                                                            |
| 2021  | Beastars (saison 2)          | 7 janvier 2021         | 25 mars 2021           | 12       | Seconde saison de Beastars.                                                                                             |
| 2021  | Godzilla Singular Point (en) | 1er avril 2021         | 24 juin 2021           | 13       | Production originale pour Netflix (co-production avec Bones).                                                           |
| 2023  | Trigun Stampede              | 7 janvier 2023         |                        | 2        | Nouvelle adaptation de Trigun.                                                                                          |

### OAV
| Année | Titre                                    | Date(s) de sortie | Notes |
| ----- | ---------------------------------------- | ----------------- | --- |
| 2016  | Under the Dog (en)                       | 1er août 2016     | Coproduite avec Kinema Citrus. |
| 2016  | Dimension W                              | 26 août 2016      | Épisode non diffusé à la télévision compris avec le 6e coffret Blu-ray de l'anime ; coproduite avec 3Hz.                                          |
| 2016  | Majestic Prince: Mirai e no tsubasa (en) | 29 septembre 2016 | Remake de la fin de la série Majestic Prince introduisant le film d'animation Majestic Prince: Kakusei no idenshiko ; coproduite avec Seven Arcs. |

### Films d'animation
| Année | Titre                                      | Date de sortie   | Notes                                                                           |
| ----- | ------------------------------------------ | ---------------- | ------------------------------------------------------------------------------- |
| 2013  | Neppu kairiku Bushi Road (ja)              | 31 décembre 2013 | Basée sur la franchise créée par Sunao Yoshida ; coproduite avec Kinema Citrus. |
| 2016  | Majestic Prince: Kakusei no idenshiko (en) | 4 novembre 2016  | Suite de Majestic Prince: Mirai e no tsubasa ; coproduite avec Seven Arcs.      |
| 2018  | Monster Strike: Sora no Kanata             | 5 octobre 2018   | Faisant partie de la franchise Monster Strike.                                  |
| 2019  | Soba e                                     | 19 juillet 2019  | Court métrage projeté avec Weathering with You,.                                |